# یواس‌اس پرتوریا (۱۸۹۷)
یواس‌اس پرتوریا (۱۸۹۷) (به انگلیسی: USS Pretoria (1897)) یک کشتی بود که طول آن ۵۶۱ فوت ۱ اینچ (۱۷۱٫۰۲ متر) بود. این کشتی در سال ۱۸۹۷ ساخته شد.